# Eduard Brauer (Maler)
Eduard Brauer (* 1798 in Kassel; † 1867 ebenda) war ein deutscher Historien- und Porträtmaler sowie Zeichenlehrer.

## Leben
Über Brauers Leben ist nur wenig bekannt. Vor 1822 lernte er an der Kunstakademie Kassel, zwischen 1822 und 1825 hielt er sich in Paris auf. Dort studierte er an der École des Beaux-Arts als Schüler von Alexandre Denis, Abel de Pujols und bei Antoine-Jean Gros. 1835 bis 1867 war er als Lehrer für freies Zeichnen und Perspektive an der Kunstakademie Kassel tätig.

## Werke (Auswahl)
- Die Vermählung der Hl. Katharina nach Correggio, 1824, Verbleib unbekannt (Kassel, MHK)